# Міс Світу 2019

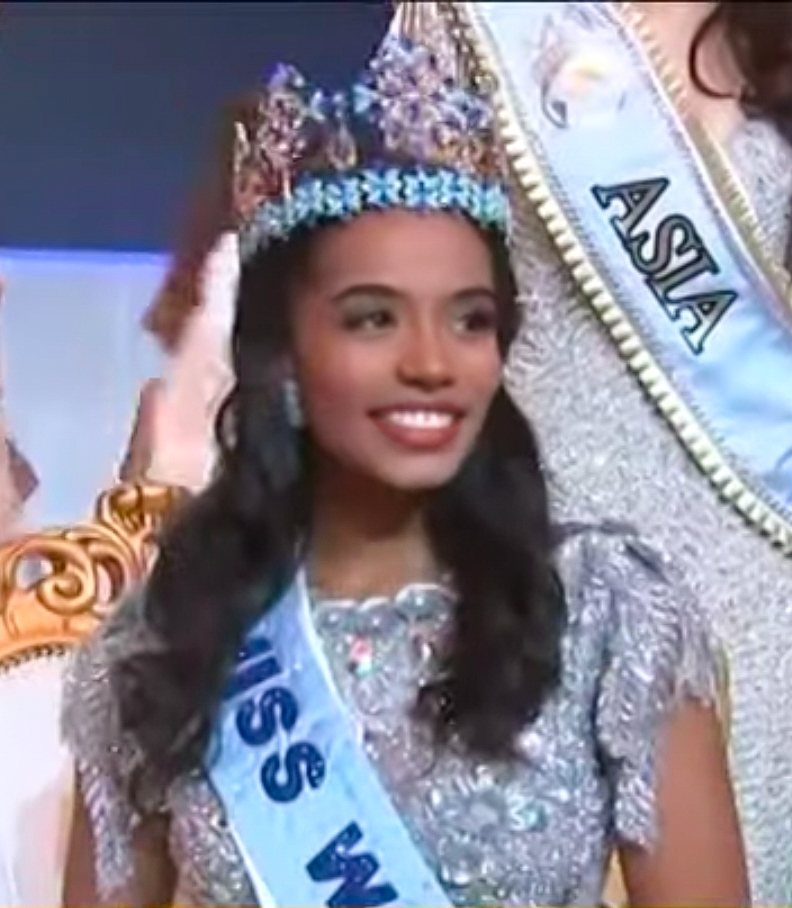
Переможниця конкурсу — Тоні-Енн Сінгх

Міс Світу 2019 — 69-й конкурс Міс Світу, що відбувся 14 грудня 2019 року у Виставковому центрі Лондона (Велика Британія). У конкурсі змагалися 111 учасниць. Переможницею стала Тоні-Енн Сінгх з Ямайки. Представниця Ямайки вчетверте отримала титул Міс Світу.

## Учасниці
| Країни/Територія                | Учасниця                       | Вік | Рідне місто               |
| ------------------------------- | ------------------------------ | --- | ------------------------- |
| Албанія                         | Аталанта Керцику               | 20  | Тирана                    |
| Ангола                          | Брезана Да Коста               | 24  | Луанда                    |
| Антигуа і Барбуда               | Такійя Франсіс                 | 26  | Сент-Джонс                |
| Аргентина                       | Юдіт Грня                      | 18  | Вілья-Анхела              |
| Вірменія                        | Ліана Воскерчян                | 20  | Єреван                    |
| Аруба                           | Гіслейн Меджія                 | 26  | Ораньєстад                |
| Австралія                       | Сара Маршке                    | 20  | Сідней                    |
| Багамські Острови               | Нія Бандельєр                  | 19  | Елеутера                  |
| Бангладеш                       | Рафах Нанджеба Торса           | 21  | Читтагонг                 |
| Барбадос                        | Че Амор Грінідж                | 26  | Бриджтаун                 |
| Білорусь                        | Анастасія Лауринчук            | 19  | Мінськ                    |
| Бельгія                         | Елена Кастро Суарес            | 19  | Антверпен                 |
| Болівія                         | Ісіар Діас Камачо              | 23  | Санта-Крус-де-ла-Сьєрра   |
| Боснія і Герцеговина            | Івана Ладан                    | 21  | Яйце                      |
| Ботсвана                        | Оведітсе Фіріньяне Гофаоне     | 25  | Габороне                  |
| Бразилія                        | Еліс Мілле Коельйо             | 20  | Серра                     |
| Британські Віргінські Острови   | Ріккія Бразвейт                | 22  | Тортола                   |
| Болгарія                        | Марго Купер                    | 26  | Софія                     |
| Камбоджа                        | Ві Срейвін                     | 20  | Пномпень                  |
| Канада                          | Наомі Колфорд                  | 19  | Сідней                    |
| Кайманові Острови               | Джесі Патрік                   | 24  | Вест Бей                  |
| Чилі                            | Ігнасія Альборнос Ольмедо      | 18  | Сантьяго                  |
| КНР                             | Лі Пейшань                     | 26  | Пекін                     |
| Колумбія                        | Сара Артеага Франко            | 26  | Медельїн                  |
| Острови Кука                    | Таджія Ейкура Сагай            | 26  | Аваруа                    |
| Коста-Рика                      | Джессіка Хіменес               | 26  | Сан-Хосе                  |
| Хорватія                        | Катарина Мамич                 | 23  | Лицько-Сенська жупанія    |
| Кюрасао                         | Шерон Маєр                     | 24  | Віллемстад                |
| Чехія                           | Деніса Спергерова              | 19  | Чеське Будейовице         |
| Данія                           | Натасія Кунде                  | 18  | Копенгаген                |
| Домініканська Республіка        | Альба Марі Блейр               | 21  | Харабакоа                 |
| Еквадор                         | Марія Оксіліадора Ідрово       | 18  | Гуаякіль                  |
| Сальвадор                       | Фатіма Манганді                | 27  | Санта-Текла               |
| Англія                          | Бхаша Мухерджі                 | 23  | Дербі                     |
| Екваторіальна Гвінея            | Жанет Ортіс Ойоно              | 20  | Малабо                    |
| Ефіопія                         | Февен Гебреслассіє             | 22  | Аддис-Абеба               |
| Фінляндія                       | Дана Мононен                   | 19  | Гельсінкі                 |
| Франція                         | Офелі Мезіно                   | 20  | Морн-а-л'О                |
| Грузія                          | Ніні Гогічайшвілі              | 25  | Тбілісі                   |
| Гана                            | Ребекка Квабі                  | 26  | Аккра                     |
| Гібралтар                       | Селін Боланьйос                | 22  | Гібралтар                 |
| Греція                          | Рафаела Пластіра               | 20  | Трікала                   |
| Гваделупа                       | Анаїс Лакалмонтьє              | 22  | Бас-Тер                   |
| Гватемала                       | Дульсе Марія Рамос Гарсія      | 22  | Квілапа                   |
| Гвінея-Бісау                    | Лайла Саматі                   | 21  | Біссау                    |
| Гаяна                           | Джойлін Конвей                 | 20  | Джорджтаун                |
| Гаїті                           | Аліша Моренсі                  | 25  | Порт-о-Пренс              |
| Гондурас                        | Ана Грісель Ромеро             | 21  | Оланчіто                  |
| Гонконг                         | Ліла Лам                       | 27  |                           |
| Угорщина                        | Кристіна Надьпал               | 23  | Будапешт                  |
| Ісландія                        | Колфінна Міст Остфйорд         | 22  | Рейк'явік                 |
| Індія                           | Суман Рао                      | 20  | Удайпур                   |
| Індонезія                       | Принцеса Мегонондо             | 19  | Джамбі                    |
| Ірландія                        | Челсі Фаррел                   | 19  | Лаут                      |
| Італія                          | Адель Саммартіно               | 24  | Помпеї                    |
| Ямайка                          | Тоні-Енн Сінгх                 | 23  | Сент-Томас                |
| Японія                          | Маріка CepaSera                | 16  | Префектура Канаґава       |
| Казахстан                       | Мадіна Батик                   | 20  | Павлодар                  |
| Кенія                           | Марія Вавінья]]                | 19  | Ньяндаруа                 |
| Південна Корея                  | Лім Ї-Йон                      | 20  | Сеул                      |
| Киргизстан                      | Катерина Заболотнова           | 24  | Бішкек                    |
| Лаос                            | Неламіт Ксайпанья              | 29  | В'єнтьян                  |
| Люксембург                      | Мелані Гейнсбрюк               | 19  | Люксембург                |
| Макао                           | Ю Янань                        | 26  | Макао                     |
| Малайзія                        | Алексіс Сюенн Сеу]]            | 20  | Селангор                  |
| Мальта                          | Ніколь Велла                   | 20  | Валлетта                  |
| Маврикій                        | Урваші Гурія                   | 20  | Порт-Луї                  |
| Мексика                         | Ешлі Альвідрес                 | 20  | Сьюдад-Хуарес             |
| Молдова                         | Єлизавета Кузнітова            | 19  | Тирасполь                 |
| Монголія                        | Цевельмаа Мандах               | 22  | Улан-Батор                |
| Чорногорія                      | Мір'яна Муратович              | 19  | Подгориця                 |
| М'янма                          | Хіт Лін Латт Юн                | 22  | Янгон                     |
| Непал                           | Анушка Шрестха]]               | 23  | Катманду                  |
| Нідерланди                      | Бренда Феліція Мусте           | 23  | Арнгем                    |
| Нова Зеландія                   | Люсі Брок                      | 24  | Окленд                    |
| Нікарагуа                       | Марія Тереза Кортес            | 19  | Карасо                    |
| Нігерія                         | Ньєкачі Дуглас                 | 21  | Калабар                   |
| Північна Ірландія               | Лорен Еве Леккі                | 20  | Стоуніфорд                |
| Панама                          | Агустіна Руїс Арречеа          | 25  | Чітре                     |
| Парагвай                        | Араселі Бобаділья              | 20  | Асунсьйон                 |
| Перу                            | Анхелла Ескудеро               | 23  | Сульяна                   |
| Філіппіни                       | Мішель Ді                      | 24  | Макаті                    |
| Польща                          | мілена Садовська               | 20  | Освенцим                  |
| Португалія                      | Іньєш Брюссельманш             | 24  | Оейраш                    |
| Пуерто-Рико                     | Даніела Родрігес               | 21  | Баямон                    |
| Росія                           | Аліна Санко                    | 20  | Азов                      |
| Руанда                          | Меган Німвіза                  | 21  | Кігалі                    |
| Самоа                           | Алаламалае Лата                | 23  | Апіа                      |
| Шотландія                       | Керін Метью                    | 24  | Единбург                  |
| Сенегал                         | Альберта Діатта                | 20  | Зігіншор                  |
| Сьєрра-Леоне                    | Енід Джонс-Бостон              | 24  | Фрітаун                   |
| Сінгапур                        | Шін Чер                        | 22  | Сінгапур                  |
| Словаччина                      | Фредеріка Куртулікова          | 25  | Братислава                |
| Словенія                        | Шпела Алич                     | 22  | Любляна                   |
| ПАР                             | Саша-Лі Олів'є                 | 26  | Альбертон                 |
| Південний Судан                 | Марія Джозеф Магет             | 22  | Джуба                     |
| Іспанія                         | Марія дель Мар Агілера         | 21  | Кордоба                   |
| Шрі-Ланка                       | Девмі Тгатсарані               | 21  | Шрі-Джаяварденепура-Котте |
| Швеція                          | Даніелла Лундквіст             | 20  | Колмар                    |
| Танзанія                        | Сильвія Себастіан              | 19  | Мванза                    |
| Таїланд                         | Нарінторн Чадапаттаравалрачоат | 22  | Патхумтхані               |
| Тринідад і Тобаго               | Тія Джен Рамі                  | 21  | Порт-оф-Спейн             |
| Туніс                           | Сабрін Мансур                  | 24  | Махдія                    |
| Туреччина                       | Сімай Расімоглу                | 22  | Стамбул                   |
| Уганда                          | Олівер Накаканде               | 25  | Бомбо                     |
| Україна                         | Маргарита Паша                 | 24  | Харків                    |
| США                             | Еммі Кувельє                   | 23  | Пірр (Південна Дакота)    |
| Американські Віргінські Острови | Аяна Кешель Філліпс            | 24  | Сент-Томас                |
| Венесуела                       | Ізабела Родрігес               | 26  | петаре                    |
| В'єтнам                         | Луонг Тюй Лінь                 | 19  | Каобанг                   |
| Уельс                           | Габріела Джакс                 | 23  | Порт-Толбот               |

## Результат
| Кінцевий результат | Учасниця |
| ------------------ | --- |
| Міс Світу 2019     | - — Тоні-Енн Сінгх |
| 1-а віце-міс       | - Офелі Мезіно |
| 2-а віце-міс       | - Суман Рао |
| Top 5              | - Еліс Мілле - Ньєкачі Дуглас |
| Top 12             | - Таджія Ейкура Сагай - Марія Вавінья - Ешлі Альвідес - Анушка Шрестха - Мішель Ді - Аліна Санко - Луонг Тюй Лінь |
| Top 40             | - Такійя Франсіс - Сара Маршке - Ріккія Бразвейт - Лі Пейшань - Натасія Кунде - Бхаша Мухерджі - Джойлін Конвей - Ліла Лам - Принцеса Мегонондо - Алексіс Сюенн Сеу - Єлизавета Кузнітова - Цевельмаа Мандах - Люсі Брок - Араселі Бобаділья - Мілена Садовська - Іньєш Брюссельманш - Даніелла Родрігес - Керін Метью - Саша-Лі Олів'є - Марія дель Мар Агілера - Нарінторн Чадапаттаравалрачоат - Тія Джейн Рамі - Сабрін Мансур - Олів'є Накаканде - Маргарита Паша - Еммі Кувельє - Ізабелла Родрігес - Габріелла Джакс |